# Danska košarkaška reprezentacija
Danska košarkaška reprezentacija predstavlja državu Dansku u športu košarci.
Krovna organizacija:
Glavni trener: